# ベイビー・ドッズ

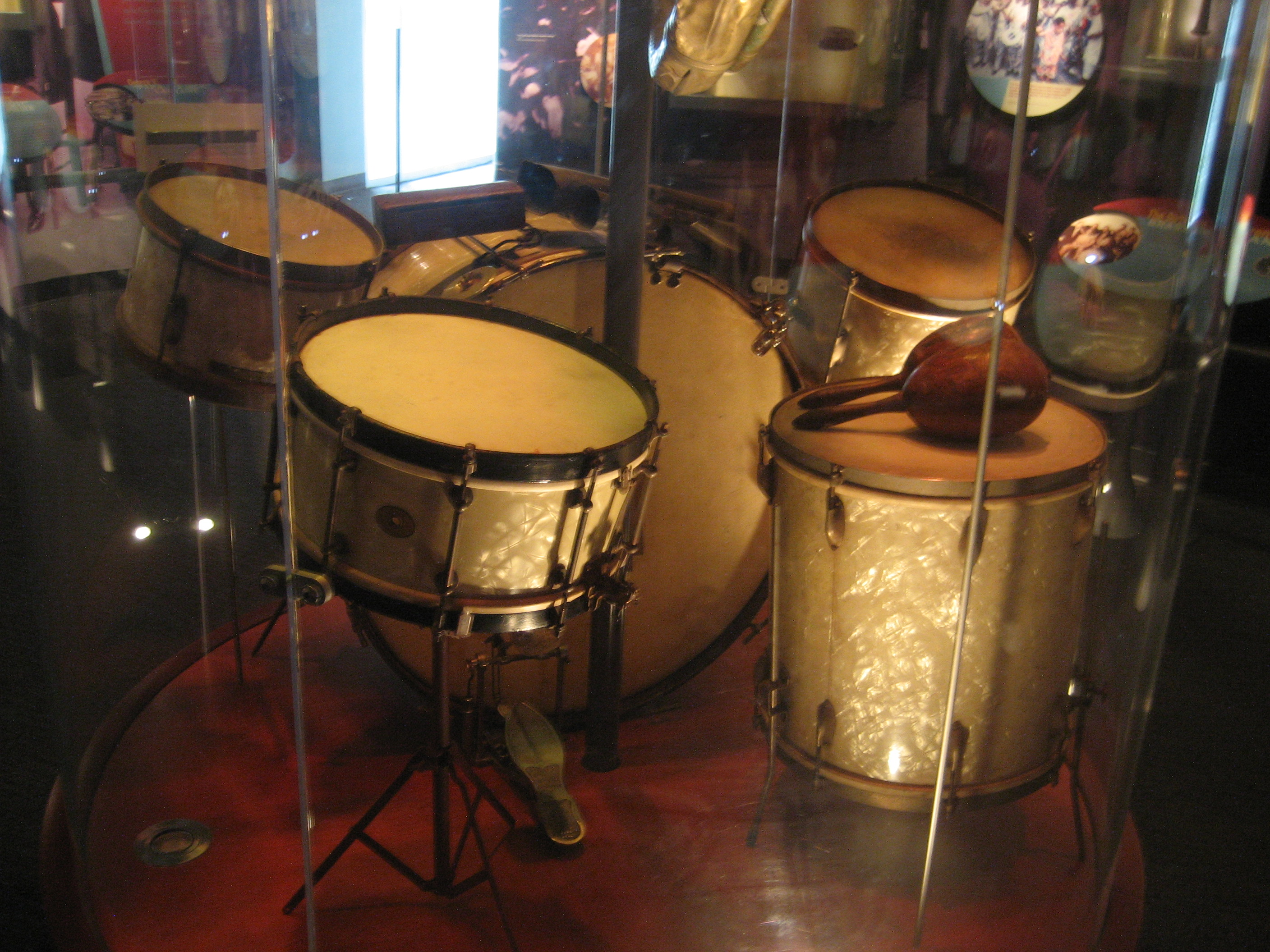
ベイビー・ドッズが使っていたドラムセット

ベイビー・ドッズ（Baby Dodds、1898年12月24日 - 1959年2月14日）は、ルイジアナ州ニューオーリンズに生まれたジャズ・ドラム奏者である。

## 生涯・人物
ベイビー・ドッズはクラリネット奏者、ジョニー・ドッズの弟である。ベイビー・ドッズは初期のジャズ・ドラマーとして重要な存在とされ、ビッグ・バンド登場以前の最上のジャズ・ドラマーのひとりに数えられた。
ドッズは、ニューオーリンズで最高の若手ドラマーとしての名声を得て、まもなく若かりしルイ・アームストロングとミシシッピー川の蒸気船バンドでともに演奏をするようになった。ドッズはキング・オリヴァーと演奏をするため、1921年にオリヴァーのいるカリフォルニア州へ移り、オリヴァーについてシカゴへ移り、そこがドッズの仕事の本拠地になることとなった。
ドッズは、ルイ・アームストロング、ジェリー・ロール・モートン、アート・ホーディス、それに兄のジョニー・ドッズらと録音を行った。1940年代の後期には、ドッズはニューヨーク市でジミー・ライアンのバンドで演奏をした。ドッズがニューオーリンズへ帰郷した時は、バンク・ジョンソンと録音することもあった。1959年、ドッズはシカゴで死去した。60歳没。
ドッズは、録音中に即興演奏を行う最初のドラマーのひとりであり、アクセントや華麗な身振りでドラム・パターンに変化を添えた。また、どの曲も毎回コーラスごとに何かしら違った演奏をすることを信条としていた。また、フロア・バスや「キック・ドラム」を追加することにより、ドラム・キットに大きな変革をもたらした。

## ディスコグラフィ

### リーダー・アルバム
- Talking And Drum Solos (1951年、Folkways)
- Baby Dodds No.1 (1951年、American Music)
- Baby Dodds No.2 (1951年、American Music)
- Baby Dodds No.3 (1951年、American Music)
- Out Of The Back Room (1952年、Blue Note) ※with アート・ホーディス、マックス・カミンスキー、アルバート・ニコラス、オマー・シメオン、サンディ・ウィリアムズ